# Nowa Lypiwka
Nowa Lypiwka (ukrainisch Нова Липівка; russisch Новая Липовка Nowaja Lipowka, polnisch Sitanerówka bzw. Sitauerówka, ab 1939 Lackie Nowe) ist ein Dorf in der westukrainischen Oblast Iwano-Frankiwsk mit etwa 70 Einwohnern.
Am 12. Juni 2020 wurde das Dorf ein Teil neu gegründeten Stadtgemeinde Tysmenyzja im Rajon Iwano-Frankiwsk; bis dahin bildete es zusammen mit den Dörfern Lypiwka (Липівка) und Studynez (Студинець) die Landratsgemeinde Lypiwka (Липівська сільська рада/Lypiwska silska rada) im Rajon Tysmenyzja.

## Geschichte
Der Ort wurde im Jahre 1838 auf private adelige Initiative von deutschen Siedlern südöstlich des Ortes Lypiwka gegründet. Die Siedlung blieb als eine Ortschaft der Gemeinde Lypiwka (polnisch Ladzkie Szlacheckie bzw. Lackie Szlacheckie). Im Jahre 1900 lebten in dieser Gemeinde 214 deutschsprachige Menschen, 205 anderen Glaubens (evangelisch), 1921 gab es 183 evangelische Deutsche.
Die Protestanten gehörten der Pfarrgemeinde Baginsberg in der Evangelischen Superintendentur A. B. Galizien an. In der Zwischenkriegszeit gab es eine Filialgemeinde der Evangelischen Kirche Augsburgischen und Helvetischen Bekenntnisses in Kleinpolen, die im Jahr 1937 195 Mitglieder hatte.
Nach dem Ende des Polnisch-Ukrainischen Kriegs 1919 kam die Gemeinde zu Polen. Im Jahre 1921 hatte die Gemeinde Neuhof 14 Häuser mit 90 Einwohnern, davon 47 Deutsche, 25 Ruthenen, 18 Polen, 32 evangelische, 26 griechisch-katholische, 17 römisch-katholische, 15 anderer Christen.
Am 24. Mai 1939 wurde der Name Sitauerówka auf Lackie Nowe geändert.
Im Zweiten Weltkrieg gehörte der Ort zuerst zur Sowjetunion und ab 1941 zum Generalgouvernement, ab 1945 wieder zur Sowjetunion, heute zur Ukraine.

## Sehenswürdigkeiten
- Ruinen einer evangelischen Kirche